# Begonia fimbribracteata
Begonia fimbribracteata là một loài thực vật có hoa trong họ Thu hải đường. Loài này được Y.M.Shui & W.H.Chen mô tả khoa học đầu tiên năm 2005.